# Hofgericht Mannheim

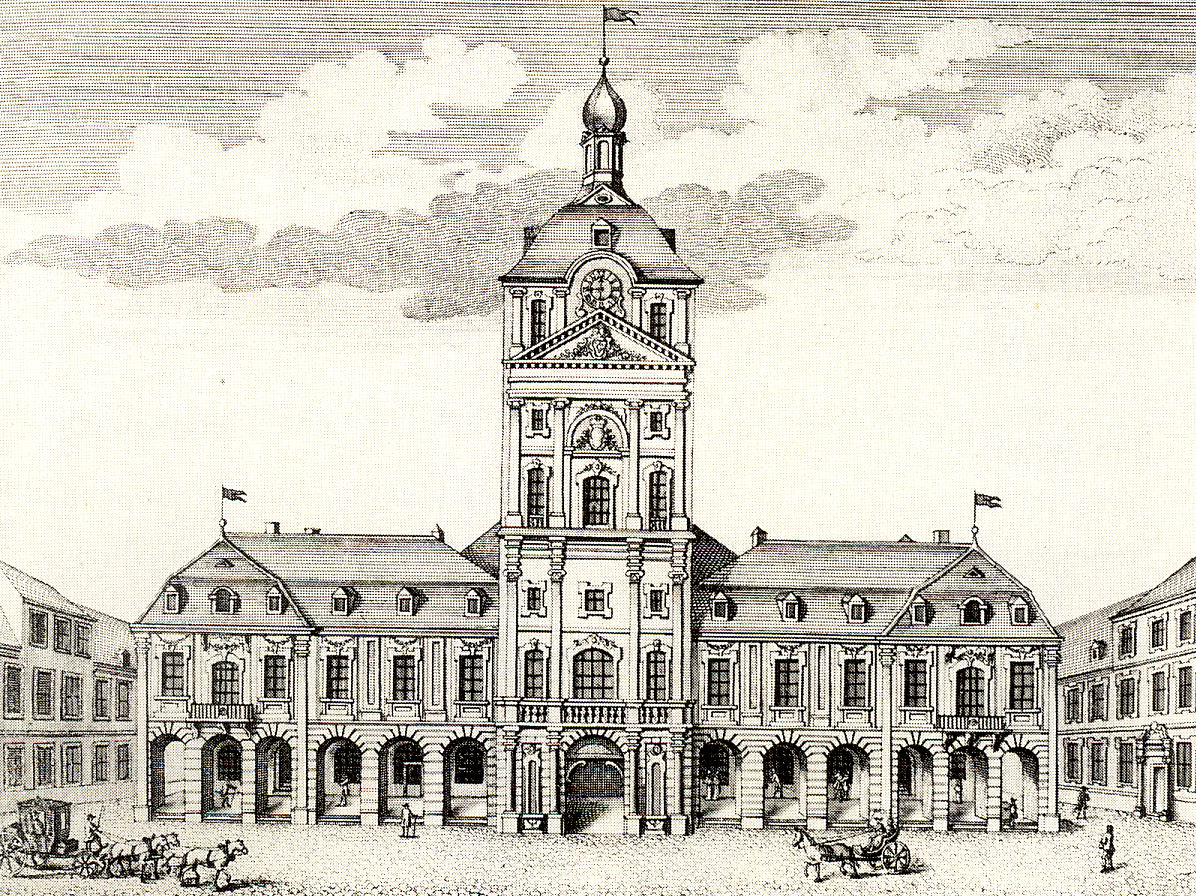
Altes Kaufhaus am Paradeplatz

Das Hofgericht Mannheim war das Hofgericht und damit das Mittelgericht in der Kurpfalz mit Sitz in Mannheim. Im Großherzogtum Baden war es eines der Mittelgerichte.

## Kurpfalz
Kurfürst Carl Philipp verlegte 1720 die Residenz der Kurpfalz nach Mannheim. Entsprechend verlegte auch das kurpfälzische Hofgericht seinen Sitz nach Mannheim, wo es bis zur Übernahme durch Baden verblieb.
Das Hofgericht Mannheim tagte am 15. Mai 1720 erstmals in Mannheim. Seinen Sitz hatte es ab 1725 im Erdgeschoss des Residenzschlosses. 1766 wurde der Sitz in das 1733 bis 1747 erbaute „Kaufhaus am Paradeplatz“. Entgegen dem Namen war es kein Kaufhaus, sondern ein zentrales Behörden- und Gerichtsgebäude. Es wurde im Zweiten Weltkrieg bis auf die Turmruine und
einen Teil der Erdgeschoßarkaden zerstört. Heute befindet sich an seiner Stelle das Stadthaus am Paradeplatz.
Das Hofgericht Mannheim war Eingangsgericht für Personen mit Privilegiertem Gerichtsstand und Gericht zweiter Instanz bezüglich Urteile der Untergerichte (der Magistrate der Städte, der Ämter und Oberämter). Gegen Entscheidungen des Hofgerichtes war Appellation an das Oberappellationsgericht Mannheim möglich.

## Großherzogtum Baden
Mit dem Reichsdeputationshauptschluss wurde die Kurpfalz 1803 aufgelöst und die rechtsrheinischen Teile fielen an Baden. Mannheim blieb 1803 Sitz des „Hofgerichts für die badische Pfalzgrafschaft“. Wie der Name sagt, war nun das Mittelgericht für die Provinz der badischen Pfalzgrafschaft. Entsprechend der Reorganisation der Verwaltungsstruktur war das Hofgericht ab 1807 das „Hofgericht der Pfalzgrafschaft oder des Unterrheins“ mit der Funktion für die Provinz Unterrhein. Erster Hofrichter, also Gerichtspräsident war Karl Freiherr von Hacke. Das Gericht hatte zunächst fünf Hofgerichtsräte und einen Assessor, später drei Hofgerichtsräte, sieben Justizräte und einen Hofgerichtsassessor.
Im Jahre 1809 wurden die Provinzen abgeschafft und stattdessen Landkreise gebildet. Das „Hofgericht am Unterrhein“ in Mannheim war damit für den Neckar- und Odenwälderkreis sowie den Main- und Tauberkreis zuständig. Präsident war 1810 Christian Ernst Graf von Benzel–Sternau. In Zivilsachen war das Hofgericht weiter Eingangsinstanz für die Mitglieder der großherzoglichen und der standesherrlichen Familien und die oberen Hofdiener und Minister. Daneben war es zweitinstanzliches Gericht. Eine Appellation an das Hofgericht war ab einem Streitwert von 100 Gulden möglich. In Strafsachen war das Hofgericht zuständig, wenn einerseits Strafen von mehr als vier Wochen Gefängnis zu verhängen waren und es sich nicht um Kapitalverbrechen handelte, die unmittelbar durch das Oberhofgericht behandelt wurden. Auch hier war es Berufungsinstanz für Strafurteile der Eingangsgerichte.
Im Jahre 1851 wurden Schwurgerichte in Baden eingeführt. Der Schwurgerichtshof bestand aus fünf Richtern einschließlich des Vorsitzenden sowie zwölf Geschworenen. Im Jahre 1857 wurden Verwaltung und Rechtspflege unterer Instanz voneinander getrennt. Die Bezirksämter wurden reine Verwaltungseinheiten, die Rechtsprechung wurde von neu geschaffenen Amtsgerichten übernommen. Das Hofgericht Mannheim war nun eines vor vier Hofgerichten. Nachgeordnet waren:
| Gericht                        | Ort                | Anmerkungen |
| ------------------------------ | ------------------ | ----------- |
| Amtsgericht Adelsheim          | Adelsheim          |             |
| Amtsgericht Boxberg            | Boxberg            |             |
| Amtsgericht Buchen             | Buchen             |             |
| Amtsgericht Eberbach           | Eberbach           |             |
| Amtsgericht Gerlachsheim       | Gerlachsheim       |             |
| Amtsgericht Heidelberg         | Heidelberg         |             |
| Amtsgericht Ladenburg          | Ladenburg          |             |
| Amtsgericht Mannheim           | Mannheim           |             |
| Amtsgericht Mosbach            | Mosbach            |             |
| Amtsgericht Neckarbischofsheim | Neckarbischofsheim |             |
| Amtsgericht Neckargemünd       | Neckargemünd       |             |
| Amtsgericht Philippsburg       | Philippsburg       |             |
| Amtsgericht Schwetzingen       | Schwetzingen       |             |
| Amtsgericht Sinsheim           | Sinsheim           |             |
| Amtsgericht Tauberbischofsheim | Tauberbischofsheim |             |
| Amtsgericht Walldürn           | Walldürn           |             |
| Amtsgericht Weinheim           | Weinheim           |             |
| Amtsgericht Wertheim           | Wertheim           |             |
| Amtsgericht Wiesloch           | Wiesloch           |             |

Im Jahre 1864 wurde in jedem der elf Kreise ein Kreisgericht geschaffen. Das Hofgericht Mannheim wurde aufgehoben und das Kreis- und Hofgericht Mannheim neu geschaffen.

## Präsidenten
- Karl Freiherr von Hacke 1803–1808
- Karl Wilhelm Freiherr Marschall von Bieberstein 1808–1809
- Christian Ernst Graf von Benzel-Sternau 1810–1811
- Franz Adam Freiherr Schmiz von Auerbach 1812–1814
- Karl Philipp Freiherr von Zyllenhardt 1814–1816
- Bernhard Siegel 1816–1819
- Josef Freiherr von Stengel1819–1836
- Philipp Anton von Jagemann 1836–1845
- Johann Nepomuk von Kettenacker 1845–1855
- Karl Brunner 1856–1857
- Albert Woll (1857) 1857–1861 (von 1861 bis 1864 war die Stelle nicht besetzt)